# 171 (عدد)
171 هو عدد صحيح. طبيعي بين 170 و172

## في الرياضيات

### خصائص
- 171عدد فردي
- 171عدد ناقص
- 171 عدد مضلعي (مثلثي-13 أضلاع-58 أضلاع-...)